# つくばカピオ

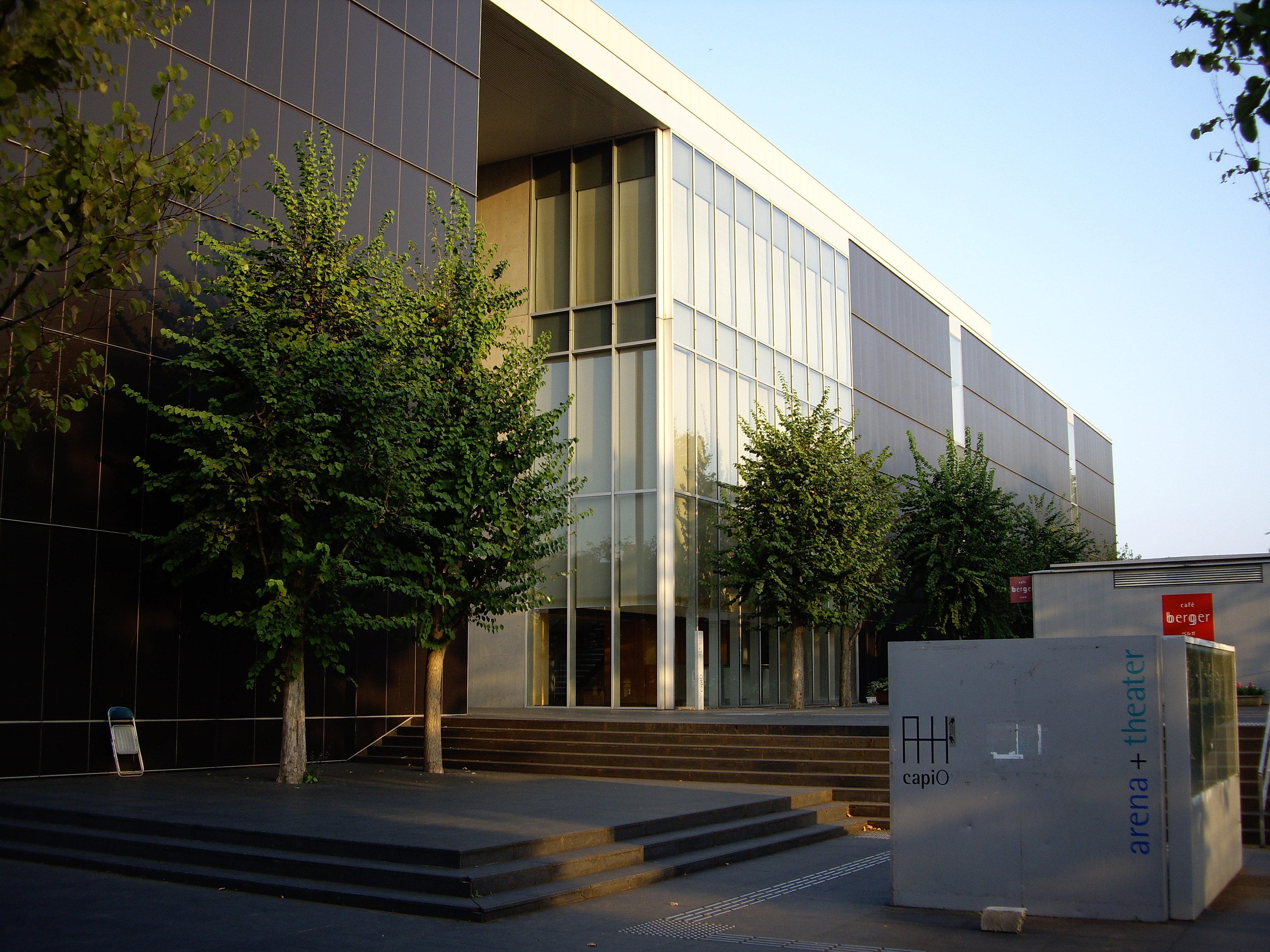
つくばカピオ（ペデストリアンデッキ側）

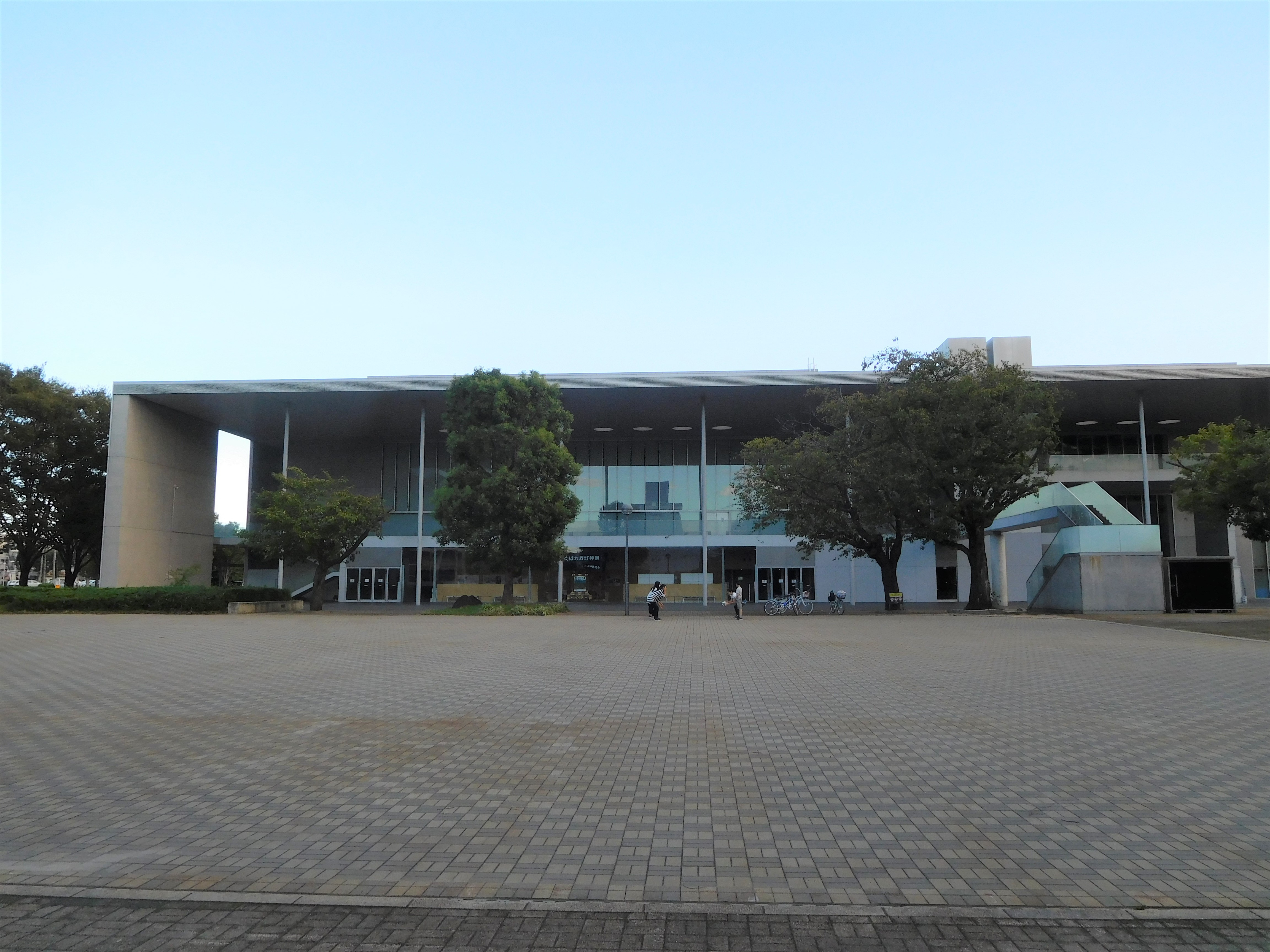
つくばカピオ（正面）

つくばカピオ(Tsukuba Capio)は、茨城県つくば市竹園一丁目にある多目的施設。設計は谷口建築設計研究所・谷口吉生。1996年建築（RC造）。1999年BCS賞。

## 概要
室内スポーツ・演劇・ダンス公演・集会等の多目的な市民交流利用を行うための文化施設として、1996年7月10日に竣工した。ホールの客席配置は演者と観客の一体感を生み出すよう配慮がされており、館内には中・小会議室、リハーサル室、リフレッシュルーム等の施設も併設されている。
指定管理者（非公募）として、公益財団法人つくば文化振興財団が管理運営に当たっている。
2013年7月4日よりアリーナ部分の命名権をサイバーダイン社に売却し、「サイバーダインアリーナ」とすることが発表された。期間は2017年3月末まで。契約金額は150万円/年。2017年3月31日で命名権終了。新たな命名権契約はせず、呼称はつくばカピオアリーナ」に戻っている。
2019年10月の第19回全国障害者スポーツ大会（いきいき茨城ゆめ大会）の車いすバスケットボールの競技会場に内定していたが、大会そのものが令和元年東日本台風（台風19号）の接近に伴い中止された。

## 施設
- ホール
  - 観客席数 - 1階 284人（車いす席を含む）、中2階 50人、3階 50人
- アリーナ
  - 面積 - 1,340m2（34m×40m）
  - 利用可能数 - バレーボール 2面、バスケットボール 2面、バドミントン 8面、卓球 10台など
  - 観客席数 - 2階固定席 1,036人、1階可動席 1,700人　合計 2,736人
- リハーサル室
- リフレッシュルーム
- 会議室
- 駐車場 - 30台

## 交通アクセス
- つくばエクスプレスつくば駅下車。A3またはA4出口（つくばセンターバスターミナル）より徒歩5分